# Olm
Un olm o proteu (Proteus anguinus) és un amfibi de l'ordre dels urodels.

## Particularitats
Pot arribar als 30 cm, és cilíndric de color blanc o rosat, amb extremitats escarransides i brànquies vermelles. Els seus ulls, coberts per la seva pell, no són funcionals i només perceben la llum. Part de la seva morfologia s'atribueix a un procés de neotènia. Les seves potes són desproporcionades a la mida del seu cos. Té 2 dits a les potes del darrere i 3 a les potes del davant.
La seva dieta es basa principalment en puces d'aigua i altres crustacis aquàtics.
La seva maduresa sexual arriba als 12 anys.

## Distribució i hàbitat
És un amfibi en perill d'extinció que viu en aigües molt pures dins de les coves.
Només es troba a la regió del karst dinàric: a Eslovènia, al nord d'Itàlia, a Croàcia i a Bòsnia i Hercegovina. Animal tímid, no va ser fins al segle xvii que va ser descobert pel baró Johann Weichard. L'aigua subterrània en què viu sol estar entre els 5 °C i els 15 °C.

## Reproducció
La femella sol pondre fins a 70 ous, d'uns 4-5 mm de diàmetre, sota les roques. Tot i això, les femelles poden retenir els ous dins del cos i comportar-se com a vivípara fins a la seva eclosió; donen a llum 2 cries plenament formades.

## Amenaces
La principal amenaça per l'espècie és la contaminació de les aigües i la captura furtiva com animal de companyia.